# Benet Cervera i Flotats
Benet Cervera i Flotats (Barcelona, Barcelonès, 1943 - Girona, Gironès, 10 d'octubre de 2005) va ser un arquitecte català.
Fou un arquitecte que treballà en col·laboració amb Maria Assumpció Alonso de Medina i Alberich, amb qui també publicà conjuntament gran quantitat d'articles. Dugué a terme diverses obres d'intervenció en el patrimoni arquitectònic, com ara el claustre de Sant Domènec de Peralada i la canònica de Santa Maria de Vilabertran. Estudià la història de l'arquitectura de Figueres, especialment la figura de l'arquitecte Josep Roca i Bros. Entre els anys 1973 i 1983 Benet Cervera col·laborà amb Jeroni Moner i Codina i Arcadi Pla i Masmiquel en la rehabilitació de l'edifici de la Pia Almoina de Girona per tal de convertir-lo en la seu de la Demarcació de Girona del Col·legi d'Arquitectes de Catalunya. El 1974 s'inicià el primer projecte de rehabilitació, redactat per Cervera.